# Dardez
Dardez là một xã thuộc tỉnh Eure trong vùng Normandie miền bắc nước Pháp.

## Huy hiệu
| Arms of Dardez | The arms of Dardez are blazoned: Azure, 5 stalks of barley 2 & 3, issuant from sinister chief a sun Or, on a chef gules, a leopard Or. |